# Lago Taupo
Lago Taupo é um lago situado na ilha Norte da Nova Zelândia. Encontra-se na caldeira do vulcão Taupo. Com uma área de 616 quilômetros quadrados, é o maior lago por área de superfície na Nova Zelândia e o segundo maior lago de água doce por área de superfície na Oceania geopolítica depois do Lago Murray (Papua Nova Guiné). A ilha Motutaiko fica na área sudeste do lago.
O lago Taupo tem um perímetro de aproximadamente 193 quilômetros e  ponto mais profundo de 186 metros. É drenado pelo rio Waikato (o rio mais longo de Nova Zelândia), e seus maiores tributários são o rio Waitahanui, o rio Tongariro e o rio Tauranga Taupo. É um local notável para a pesca da truta com estoques grandes das subespécies marrom e arco-íris.

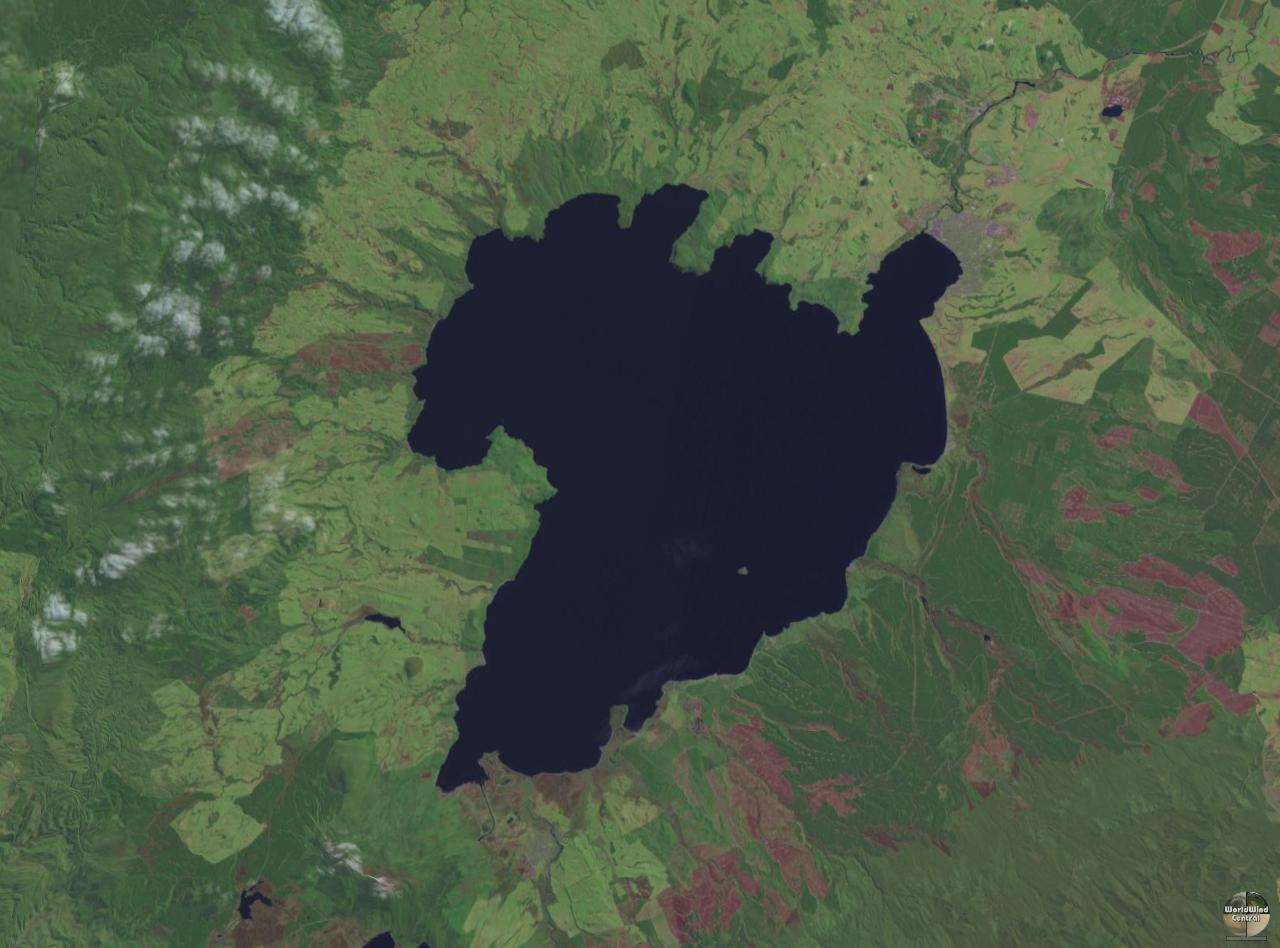
Imagem de satélite do Lago Taupo